# 馬達加斯加的猶太人
馬達加斯加，有一個小的猶太人社區，但從來沒有一個重要的猶太人的社群存在。根據猶太電信局，絕大多數馬拉加什人認為他們是猶太人的後裔。美國猶他大學猶太研究副教授納森·德維爾（Nathan Devir）解釋說，遺傳研究尚未能證實他們的故事，反而表明定居在島上的第一批人是馬來-印度尼西亞人。後來，非洲班圖人移民也在島上定居。近年來，馬達加斯加人社區已經形成，並在整個地區緩慢增長。
在法國殖民島嶼和歐洲人在19世紀開始定居之後，少數猶太人定居在馬達加斯加，但沒有建立猶太人社區。1940年夏，納粹提出馬達加斯加計劃，在那裡將收容400萬歐洲猶太人。該計劃最終變得不可行，並被廢除。
1960年馬達加斯加獲得獨立後，以色列成為首批承認獨立和派遣大使的國家之一。 兩國關係親密友好。
該國仍然是一個小型猶太人社群的家園，2010年，一個小型的馬達加斯加社區開始實踐猶太教，三個不同的社區形成，每個社區都擁有不同的猶太教精神實踐。2016年5月，馬達加斯加猶太社區的121名成員按照傳統的猶太人儀式進行了皈依儀式，由三名猶太教正統派拉比組織主持。